# Lithotype
Dans le domaine de la géologie, le pétrographe dénomme lithotype ou pétrotype un type caractéristique de roche (roche sédimentaire en général) utilisé comme référence pour la description pétrographique visuelle et macroscopique d'échantillons de roche (ou de matériaux rocheux observés in situ).
Les lithotypes décrivent la diversité des milieux et des communautés végétales sur les sites de formation du charbon ; du dépôt de marécages forestiers aux accumulations d'herbacées en passant par les sédiments plus lagunaires, mangroviens ou de marais arbustives.

Des classifications plus fines des charbons existent, basées sur l'observation microscopique, le degré de houillification ou des analyses physicochimiques, isotopiques, etc.

## Exemple: Lithotypes du charbon
Par exemple pour le charbon et selon son rang (degré de houillification), on distingue plusieurs lithotypes, correspondant chacun à une composition d'origine différente du matériau (plus ou moins humique et à teneurs différentes en inertinites et en restes de plantes, écorces, cuticules, résines, spores, pollens, matières algales, restes de tourbes, etc.) qui a initialement présidé à la formation du charbon,. Chaque lithotype correspond aussi à des propriétés et une microstructure différente du  charbon ;
- le Clarain a un aspect homogène et son lustre est brillant. Il est finement stratifiés. Ses cassures ont un aspect semi-brillant, lisse ou irrégulier (légèrement fibreux). Il se délite parallèlement à la stratification.
- le Durain est terne et de couleur grise à brun-noir. Sa surface est finement granuleuse à rugueuse. Il est également plus dur que le vitrain. C'est la forme de charbon la plus commune.
- le Fusain a un aspect très mat (noir de suie), avec un éclat soyeux. Il est plus fibreux que les autres composants d'une veine de charbon. Il est aussi plus friable (à la manière d'un charbon de bois) . Il n'est généralement présent que sporadiquement et en couches fines.
- le Vitrain est noir, avec un lustre brillant et vitreux. Ses cassures sont conchoïdale et son clivage est cubique. Il est propre et sans structure. On le trouve présent en couches minces ou dans des "lentilles".

Ces différents lithotypes peuvent coexister dans une même veine de charbon et à quelques centimètres ou décimètres de distance.

Ils ont une influence sur les processus hydrochimiques et hydrothermaux au sein de la matrice charbonneuse, notamment pour des processus de type "Oxydation par voie humide" en conditions haute pression/haute température.
Dans la réalité d'un bassin houiller, la nature (composition, apparence) du charbon peut graduellement passer d'un lithotypes à un autre (par exemple dans on passe peu à peu d'un charbon noir et lumineux à des charbons plus ternes, transition correspondant à la diminution progressive de la vitrinite et à une augmentation de la teneur en inertinite). 

Des variations spatiales (latérale et verticale) dans la composition de lithotype correspondent aussi aux variations de niveaux des nappes souterraines (variations elles-mêmes liées au contexte géologique et biogéographique, aux paléoclimats plus ou moins pluvieux et/ou aux fluctuations des niveaux marins et parfois à l'influence de grands systèmes fluviaux actifs.

## Étude d'un lithotype
C'est le premier stade d'une analyse pétrographique.
Elle se fait à l’œil et au toucher, et par comparaison avec des échantillons de référence.
Une étude plus approfondie peut utiliser l'analyse de macro- ou micro-photographie couleur (éventuellement automatisée, par exemple pour les charbons), la microscopie (par exemple pour l'étude des groupes macéraux du charbon), l'analyse chimique et éventuellement des méthodes plus sophistiquées (microscope électronique, cristallographie...).